# Мустафчово (дем)
Мустафчово (на гръцки: Δήμος Μύκης, Димос Микис) е дем в област ном Ксанти, Западна Тракия, Република Гърция. Център на дема е село Мустафчово (Мики).

## Селища
Дем Мустафчово е създаден на 1 януари 2011 година след обединение на пет стари административни единици – дем Мустафчово и общините Синиково (Сатрес), Козлуджа (Котили) и Лъджа (Термес) по закона Каликратис.

### Демова единица Мустафчово
По данни от 2001 година населението на дема е 11 393 жители. Демът се състои от следните демови секции и села със стари и нови имена:
- Демова секция Мустафчово
  - село Мустафчово (Μύκη, Мики) – 1095 жители
  - село Бара (Στήριγμα, Стиригма) – 67 жители
  - село Басайково (Μάνταινα, Мантена) – 280 жители
  - село Братанково (Γοργόνα, Горгона) – 205 жители
  - село Горна Кърмахала (Άνω Κίρρα, Ано Кира) – 69 жители
  - село Гьокчебунар (Γλαύκη, Главки) – 1181 жители
  - село Долапхан (Σμίνθη, Сминти) – 363 жители
  - село Егнила (Άλμα, Алма) – 317 жители
  - село Зюмбюлче (Ζουμπούλι, Зумбули) – 149 жители
  - село Кетенлик (Κένταυρος, Кентаврос) – 2313 жители
  - село Козловец (или Карачулка, Κρανιά, Крания) – 0 жители
  - село Кочина (Κότινο, Котино) – 119 жители
  - село Круша (Αχλαδιά, Ахладия) – 5 жители
  - село Куля (Πύργος, Пиргос) – 33 жители
  - село Кърмахала (Κίρρα, Кира) – 34 жители
  - село Лежачко (Κουτσομύτης, Куцомитис) – 131 жители
  - село Летница (Όασις, Оаси) – 129 жители
  - село Люлка (или Салънджак, Αιώρα, Еора) – 238 жители
  - село Пара махала (Χρυσό, Хрисо) – 2853 жители
  - село Присойката (Сагир махала, Σούλα, Зула) – 68 жители
  - село Пулево (или Гюни махалеси, Προσήλιο, Просилио) – 150 жители
  - село Рахи (Ράχη) – 0 жители
  - село Секизбунар (Πανέρι, Панери) – 44 жители
  - село Тригоно (Τρίγωνο) – 73 жители
  - село Тюрлу Тарла (Διάφορο, Диафоро) – 48 жители
  - село Чепердаг (Καπνόανθος, Капноантос) – 0 жители
  - село Чука (Κορυφή, Корифи) – 26 жители
  - село Широка поляна (Σιρόκο, Сироко) – 111 жители

- Демова секция Шахин
  - село Шахин (Εχίνος, Ехинос) – 2221 жители
  - село Елмалъ (Μελίβοια, Меливия) – 632 жители

- Демова секция Брещене
  - село Брещене, (Ωραίο, Орео) – 718 жители
  - село Василохори (Βασιλοχώρι) – 0 жители
  - село Саднево (Κύκνος, Кикнос) – 249 жители
  - село Стамотско (Σταμάτι, Стамати) – 8 жители
  - село Теотоково (Θεοτόκος, Теотокос) – 31 жители
  - село Чаймахала (Ρεύμα, Ревма) – 173 жители

### Демова единица Синиково
По данни от 2001 година населението на община Синиково (Κοινότητα Σατρών) с център в Синиково (Сатрес) е 779 жители. Демовата единица се състои от следните демови секции и села:
- Демова секция Синиково
  - село Синиково (или Кетенлик, Σάτρες, Сатрес) – 300 жители
  - село Джами махале (или Синиково Ескимахале, Τέμενος, Теменос) – 241 жители
  - село Дольово (Ακραίος, Акреос) – 8 жители
  - село Дургутлар (Δουργούτι, Дургути) – 19 жиели
  - село Корчалар (Λυκότοπος, Ликотопос) – 13 жители
  - село Кьорюклер (Κούνδουρος, Кундурос) – 7 жители
  - село Синиково Дурмахале (Ποταμοχώρι, Потамохори) – 123 жители
  - село Согучак (Πολύσκι, Полиски) – 6 жители
  - село Татар месе (Γιδότοπος, Гидотопос) – 10 жители
  - село Угурлу (Καλότυχο, Калотихо) – 30 жители
  - село Чай махале (Ρεματιά, Рематия) – 9 жители
  - село Чалаперде (Τσαλαπετεινός, Цалапетинос) – 13 жители

### Демова единица Козлуджа
По данни от 2001 година населението на община Козлуджа (Κοινότητα Κοτύλης) с център в Козлуджа (Котили) е 2331 жители. Демовата единица се състои от следните демови секции и села:
- Демова секция Козлуджа
  - село Козлуджа (Κοτύλη, Котили) – 456 жители
  - село Вълканово (Αιμόνιο, Емонио) – 150 жители
  - село Демирджик (Δημάρι, Димари) – 632 жители
  - село Пашевик (Πάχνη, Пахни) – 1093 жители

### Демова единица Лъджа
По данни от 2001 година населението на община Лъджа (Κοινότητα Θερμών) с център в Лъджа (Термес) е 2331 жители. Демовата единица се състои от следните демови секции и села:
- Демова секция Лъджа
  - село Лъджа (или Илича или Нагорно махале, на гръцки Θέρμες, Термес) – 193 жители
  - село Горна Лъджа (Άνω Θέρμες, Ано Термес) – 428 жители
  - село Кошналар (Κοττάνη, Котани) – 43 жители
  - село Мемково (Менково, Μέδουσα, Медуса) – 313 жители
  - село Планинона (или Исмаил махале, Διάσπαρτο, Диаспарто) – 112 жители
  - село Сареле (или Саръер, Κίδαρις, Кидарис) – 49 жители
  - село Средна Лъджа (Μέσες Θέρμες, Месес Термес) – 83 жители
  - село Яматикес Пигес (Ιαματικές Πηγές) – 2 жители